# الهیات محیط زیست
الهیات محیط زیست نام کتابی است که توسط سید مصطفی محقق داماد به زبان فارسی تألیف شده. این کتاب با دیدگاه الهیاتی به محیط زیست پرداخته فلذا از بُعد فلسفه اسلامی و قرآنی و بالاخره فقه شیعه و اسلامی مباحث را امتداد داده‌است.

## ساختار و محتوا
کتاب حاضر در یازده بخش تنظیم شده و موضوع محیط زیست را با دیدگاهی الهیاتی از وجوه مختلف مورد کاوش قرار گرفته‌است. از موضوعاتی که کتاب به آنها توجه کرده می‌توان به موارد زیر اشاره کرد:
- علم گرایی جدید و پیامدهای منفی آن بر محیط زیست
- ادیان و محیط زیست
- تاریخ تمدن ایران در رفتار با محیط زیست
- تجلی کلام الهی در محیط زیست
- فقه و محیط زیست
- حفظ منابع زیست محیطی در روایات
- دیدگاه قرآن دربارهٔ محیط زیست[۱]

سید مصطفی محقق داماد در بخش «دیدگاه قرآن دربارهٔ محیط زیست» با استناد به حدود ۲۰۰ آیه از قرآن به واکاوی برخی نکات و واژه‌های قرآنی مرتبط با محیط زیست مانند سوگندهای قرآنی به مظاهر طبیعت می‌پردازد. وی در تفسیرِ آیاتِ گردآوری شده در کتاب، به نظر دانشمندانی همچون ویلیام چیتیک و حکیمان و شاعران و فلاسفه مسلمان مانند سعدی، ابن سینا، ملاصدرا، فارابی و علامه طباطبایی اشاره کرده‌است.

## انگیزه

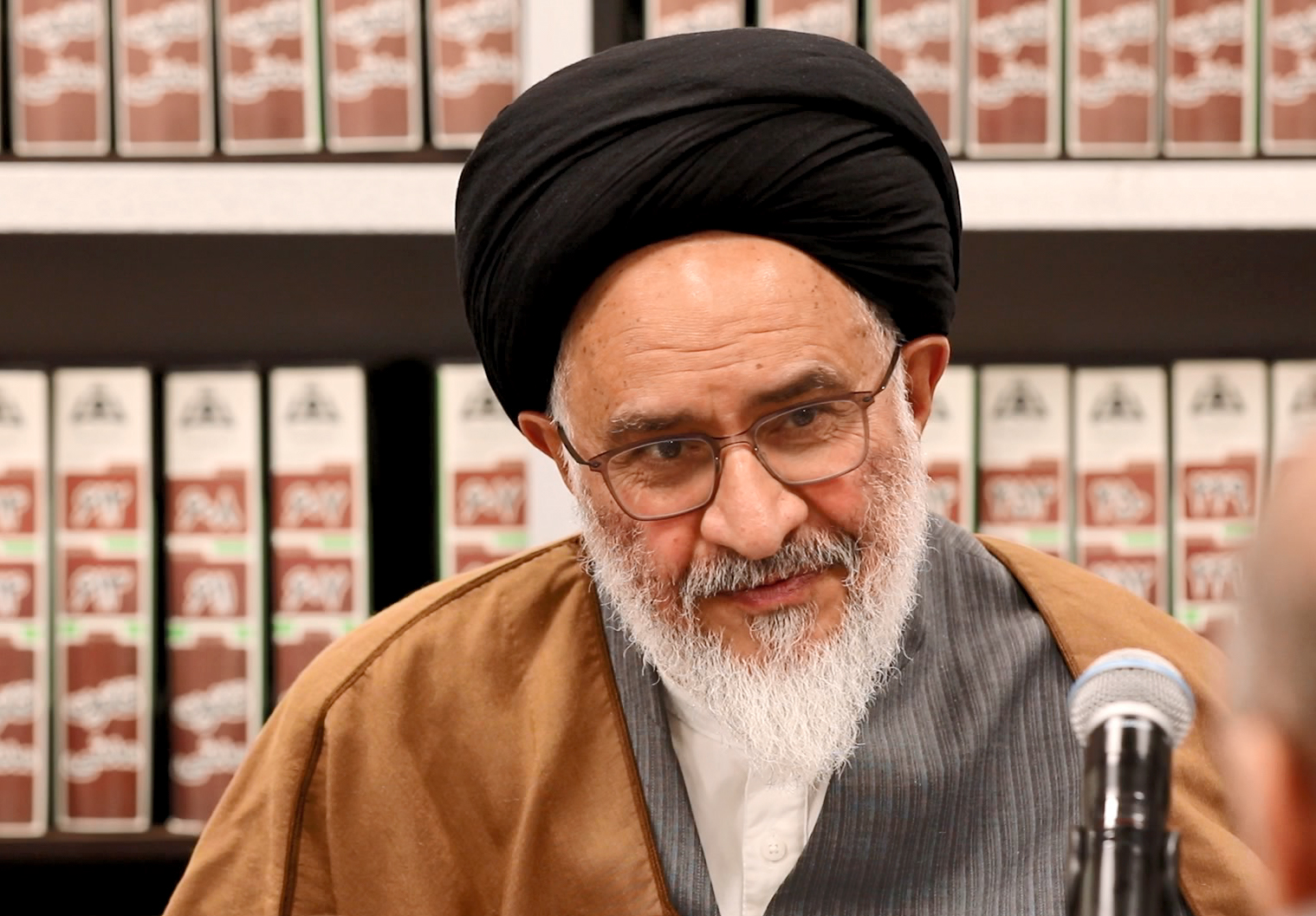
سید مصطفی محقق داماد، نویسنده کتاب الهیات محیط زیست

محقق داماد، در مصاحبه‌ای، انگیزه خود از نگارش این کتاب را چنین بیان می‌کند:
واقعیت این است که در این رابطه مقالات مختلفی دربارهٔ ادیان و فقه محیط زیست نوشته بودم اما با نگاه الهیاتی و جامع، چنین چیزی پیش‌تر نوشته نشده‌است و بنابراین بنده از منابع اسلامی و غربی استفاده کردم و ثانیاً نگاه فلسفه اسلامی به محیط زیست و نگاه قرآنی به محیط زیست را مورد توجه قرار دادم و در آخرین بخش کتاب نیز به «فقه محیط زیست» توجه کردم.

## جوایز
کتاب حاضر در سال ۱۳۹۳ از سوی سازمان محیط زیست، به عنوان برگزیده ویژه نخستین دوره کتاب سال محیط زیست، انتخاب شد.

## تحلیل، نقد و بررسی
این کتاب تا کنون موضوع چندین نشست نقد و بررسی و مقاله قرار گرفته‌است.